# 우편박물관

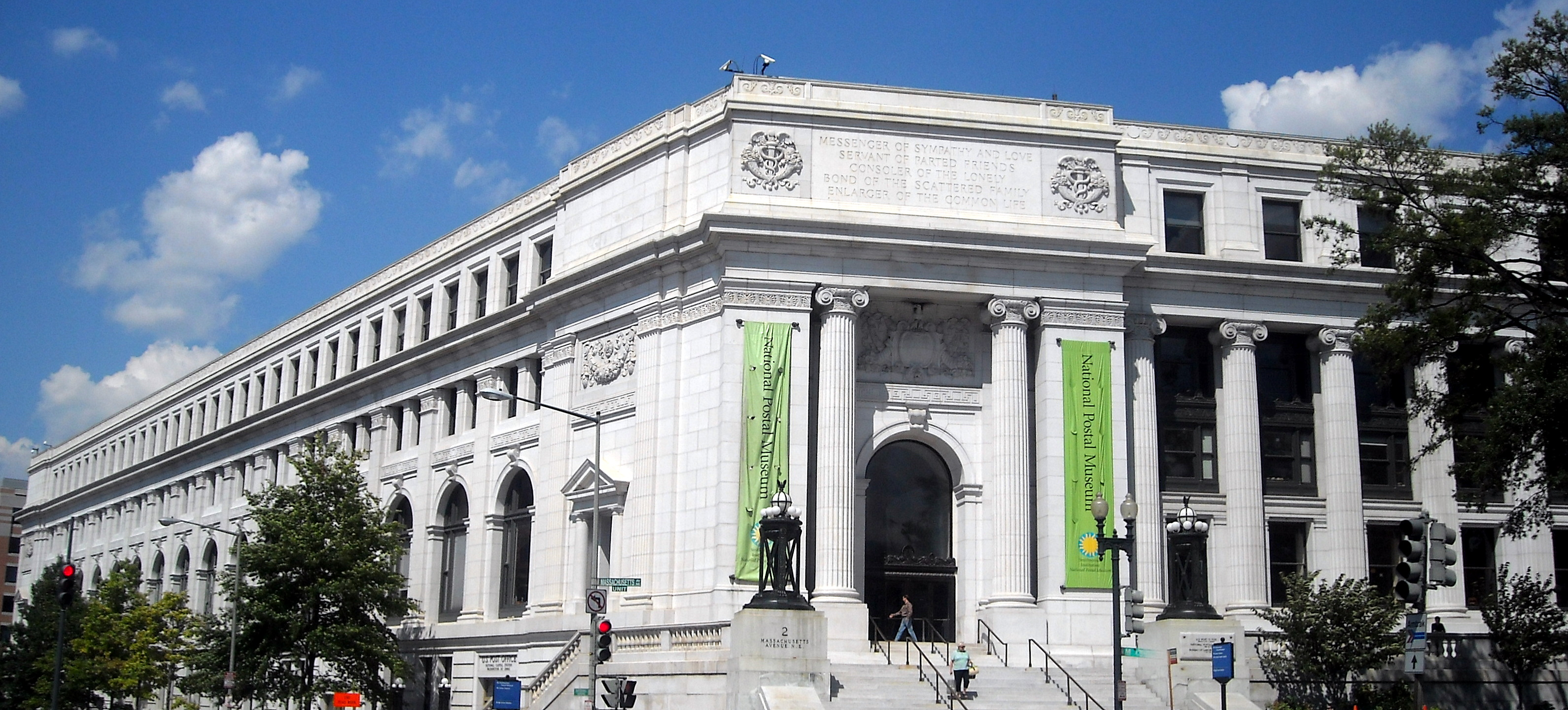
미국 워싱턴 D.C.에 위치한 국립우편박물관

우편박물관(郵便博物館) 또는 우표박물관(郵票博物館)은 우편 서비스 및 전신 사업, 우편 시설, 우편 장비 및 우편 활동의 발전 역사와 관련된 유물 및 문서를 수집, 연구, 저장 및 전시하는 박물관이다. 주로 우표, 우취에 초점을 맞춘 경우가 있다.

## 나라별 우편박물관
- 대한민국 - 우표박물관, 우정박물관
- 조선민주주의인민공화국 - 조선우표박물관
- 미국 - 국립우편박물관
- 프랑스 - 파리 우편박물관
- 리히텐슈타인 - 리히텐슈타인 우편박물관

## 같이 보기
- 우편